# Természetes személy
A természetes személy a jogtudományban az élő embert, a személyhez fűződő jogok természetes alanyát jelöli.
A természetes személy önállóan jogképes, azaz jogok és kötelezettségek alanyává válhat.

## Meg nem született személy
Az édesanyja méhében fejlődő magzat, világrajövetele előtt. Jogképessége feltételes, az élve születés tényétől mint feltételtől függ. Öröklési jogi képessége is éppen ez okból kifolyólag feltételes.

## Cselekvőképtelen személy
Saját autonóm döntéshozatalra ideiglenesen vagy végérvényesen képtelen természetes személy. A cselekvőképtelenséget bíróság mondhatja ki, amely ezzel egyidejűleg egy törvényes képviselőt is kijelöl, aki a cselekvőképtelen személy érdekében, a nevében eljár.

## Gyermekkorú vagy kiskorú személy
Bizonyos életkort még el nem ért gyermek, aki a személyiségi jogaival korlátozottan élhet. Sok esetben szülei, gondviselői járnak el érdekében.

## Elhalt személy
Az elhalt személy alapvetően nem rendelkezik személyiségi jogokkal, ugyanis azok általában az élő személyeket illetik meg. Bizonyos alapjogok azonban az elhalt személyeket is megilletik, például kegyeleti jog, orvosi titoktartáshoz fűződő jog.
A természetes személyekkel kapcsolatba hozható információk az ún. személyes adatok.